# Новоуткинск
Новоу́ткинск — посёлок в муниципальном округе Первоуральск Свердловской области России. С 1937 по 2004 год имел статус рабочего посёлка (посёлка городского типа).

## География
Новоуткинск расположен на берегах реки Утки (притока Чусовой), чуть ниже места впадения в неё левого притока — реки Шайдурихи, в 25 километрах к западо-северо-западу от города Первоуральска (по автодорогам в 32 километрах) и в 3 километрах от железнодорожной станции Коуровка (на линии Пермь — Екатеринбург). В черте посёлка находится Новоуткинский пруд.

## История

### Уткинский чугуноплавильный и железоделательный завод
Датой основания Новоуткинска считается 1749 год, когда был запущен Уткинский чугуноплавильный и железоделательный завод. Завод принадлежал казне, но уже в 1758 году его отдали в залог графу Сергею Павловичу Ягужинскому, а тот в 1778 году перепродал его крупному уральскому заводчику Савве Яковлеву. По фамилии нового владельца за заводом и заводским посёлком закрепилось название Утка Яковлева. При этом находившийся неподалёку на другой речке Утке завод называли Уткой Демидова. С приходом советской власти Утку Демидова переименовали в Старую Утку, а Утку Яковлева — в Новую Утку (поскольку это был более молодой завод).
После Гражданской войны Новоуткинский завод возобновил работу лишь в 1927 году, когда на его базе был создан механический завод. Здесь выпускали оборудование для лесоразработок.
В 1937 году село Новая Утка преобразовано в рабочий посёлок Новоуткинск.
В связи с началом Великой Отечественной войны в сентябре 1941 года в Новоуткинск эвакуировали из Ленинграда завод «Электрик». На уральской земле родилось новое предприятие — завод электросварочных машин и аппаратов (ЭСМА), впоследствии ставший именоваться заводом «Искра».
С 31 декабря 2004 года рабочий посёлок Новоуткинск отнесён к категории сельских населённых пунктов.

## Население
| 1959 | 1970  | 1979  | 1989  | 2002  | 2010  | 2021  |
| ---- | ----- | ----- | ----- | ----- | ----- | ----- |
| 9347 | ↘4840 | ↗6018 | ↗6406 | ↘5599 | ↘5360 | ↘4382 |

## Экономика
В Новоуткинске имеются предприятия:
- завод электросварочного оборудования «Искра»;
- производство учебно-аудиторной мебели.

## Достопримечательности
В Новоуткинске расположен Уткинский пруд, окружённый по берегам лесом. В длину пруд — около 5 километров, а в ширину — 500 метров. Пруд является местом отдыха, купания и рыбалки.
Ниже плотины пруда на правом берегу Утки возвышаются карстовые скалы. Среди них расположена Новоуткинская пещера, которая состоит из двух гротов. Первый, совсем небольшой, — сразу за входом треугольной формы. Нагнувшись, посетитель попадает во второй грот. Он высокий и достаточно просторный, высотой до 4 метров, даже летом здесь всегда сыро и холодно.

### Успенская церковь
У берега пруда на средства заводовладельцев Яковлевых 9 июня 1833 года была заложена каменная однопрестольная церковь, которая была освящена 4 сентября 1838 года в честь Успения Пресвятой Богородицы. В 1930-е годы храм был закрыт, колокольня разобрана. В годы Великой Отечественной войны в храме был размещён один из цехов завода, библиотека, долгое время были склады завода «Искра». После пожара храм долгое время стоял заброшенным. В 1997 году храм был возвращён Русской православной церкви. Сейчас он отстроен заново, и постепенно продвигаются восстановительные работы.
- Успенская церковь
- Завод «Искра»
- Новоуткинский пруд
- Мемориалы в память погибшим в Великой отечественной войне, ликвидаторам и пограничникам